# Бої за Слов'янськ (2014)
Бої за Слов'янськ точилися у квітні — липні 2014 року під час війни на сході України. Слов'янськ — місто Донецької області, яке одне з перших захопили проросійські бойовики.
Перехід до бойових дій став ескалацією проросійських виступів в Україні — 12 квітня 2014 року контроль над містом був встановлений російськими загонами вторгнення під командуванням російського офіцера Ігоря Стрєлкова, до яких приєдналися бойовики самопроголошеної Донецької народної республіки та деякі представники дрібного місцевого криміналу. Комендантом міста був призначений «народний мер» В'ячеслав Пономарьов.
Російські керівники підрозділів вторгнення розраховували на повторення «кримського сценарію».
Для відновлення контролю над північною частиною Донецької області та містом Слов'янськом зокрема, 13 квітня українська влада розпочала антитерористичну операцію.
2 травня відбулася серія боїв, після яких було захоплено гору Карачун, панівну висоту над містом, а навколо Слов'янська сили ЗСУ та НГУ створили мережу блокпостів.
Облога тривала до 5 липня, коли російські сили були змушені відступити до Донецька, який на той час вже був взятий під контроль іншими проросійськими силами. Під час відступу одна колона, озброєна бронетехнікою, була знищена, але інша, що складалася із цивільного транспорту, успішно вийшла.

## Захоплення міста проросійськими формуваннями

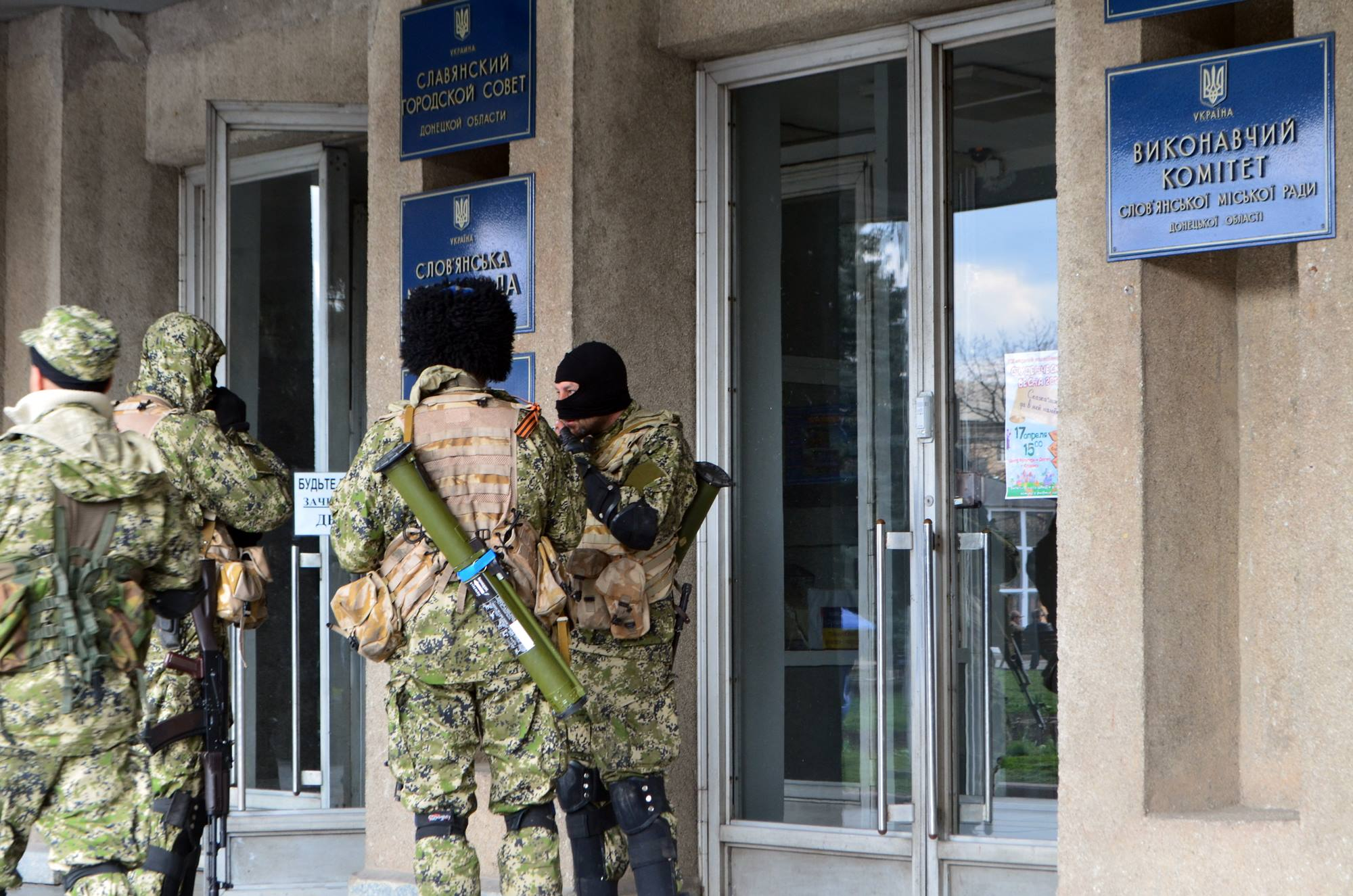
Бойовики з автоматами та РПГ-26 біля слов'янської міськради, 14 квітня 2014

Близько 9 ранку 12 квітня до будівлі Слов'янського міського відділу МВС України під'їхали 2 автобуси, що доставили близько 20 озброєних невідомих чоловіків, які захопили установу. Під час штурму бойовики використали димові шашки та сльозогінний газ, стріляли у повітря. Метою захоплення міліцейського відділку було заволодіння вогнепальною зброєю: бойовики захопили 20 автоматів та 400 пістолетів Макарова. Під час захоплення троє правоохоронців зазнали легкого отруєння сльозогінним газом та були госпіталізовані до місцевої лікарні. Інших правоохоронців невідомі взяли у заручники. Під будівлею міського відділку міліції з підручних матеріалів (мішків з піском, шин, міліцейських щитів тощо) бойовики побудували барикади, біля установи закликали місцевих жителів провести мітинг на підтримку проросійських сил. У той же час, друга група озброєних бойовиків вирушила на захоплення місцевого відділу СБУ.

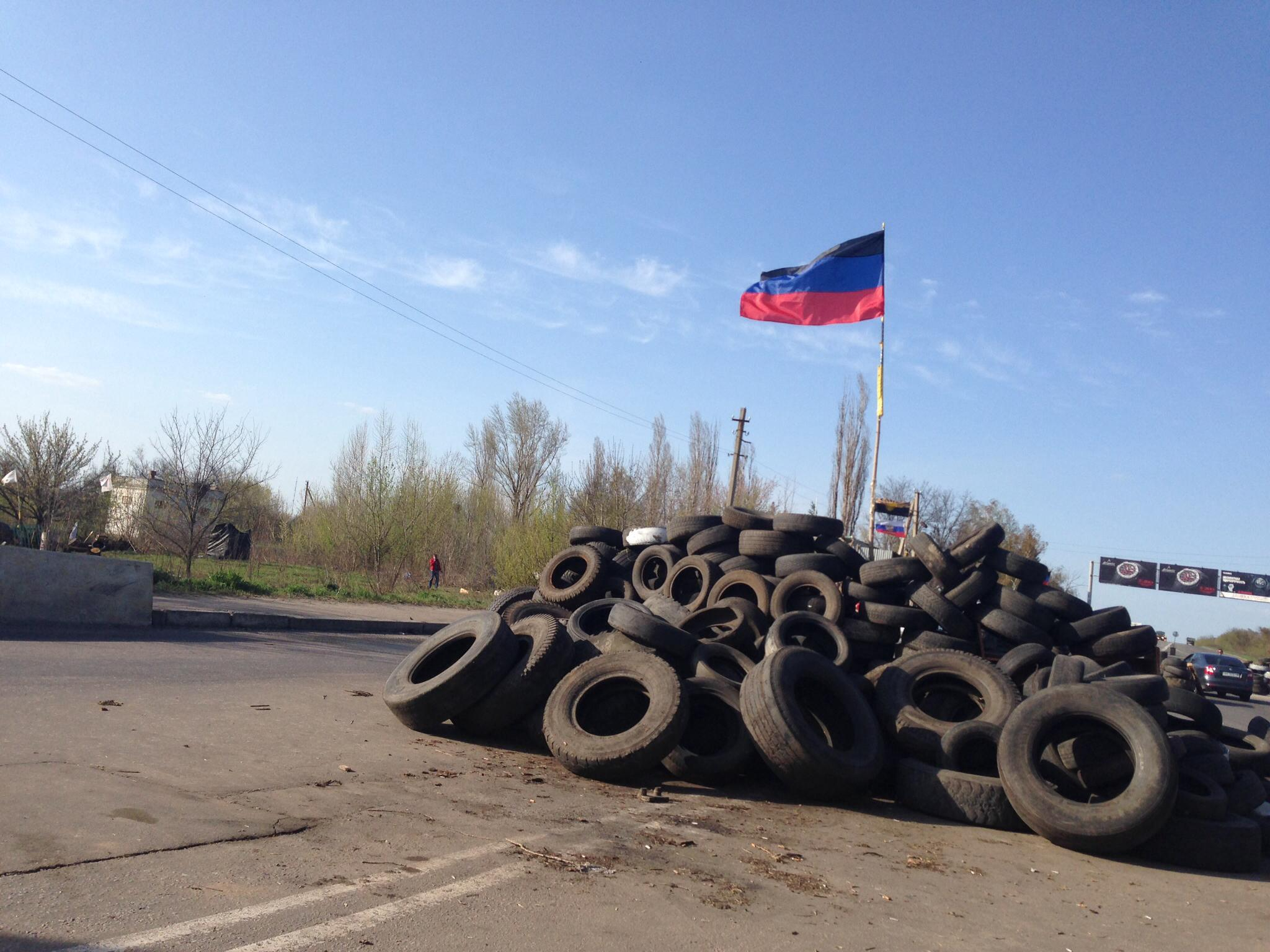
Блокпост, 20 квітня 2014.

З озброєними людьми зустрілася міський голова міста Неля Штепа, після чого заявила, що невідомі у міліцейському відділку є «народними ополченцями», яких у будівлі близько 1000 осіб, а їхньою метою є захист жителів міста від «київської влади», та висловила підтримку вимогам сепаратистів провести референдум про статус Донецької області та відмову «воювати з Росією». У ЗМІ повідомлялося, що захоплення міського відділку МВС здійснювалося за участі особового складу спецпідрозділу «Беркут». Пізніше було ідентифіковано багатьох учасників захоплення — серед них були російські «козаки» та мешканці Криму.
Близько полудня проросійські бойовики почали відпускати з захопленої будівлі правоохоронців.
Існують повідомлення журналістів про перешкоджання їх діяльності. Так, журналісти Hromadske TV та Лента.Ру свідчили про те, що їх затримали кримські «зелені чоловічки», обшукали, заборонили висвітлювати події у Слов'янську, а один з диверсантів похвалився, що відділ міліції Слов'янська захопила «самооборона Криму», а сам він — з Підмосков'я. Свідчення про участь людей з Криму в сепаратистських акціях підтвердили й самі сепаратисти.
Станом на ранок 13 квітня диверсанти контролювали усі виїзди з міста.

### Участь РФ
Українська сторона заявила, що їм протистоїть загін з диверсантів російського ГРУ під командуванням офіцера Ігоря Стрєлкова. Українські ЗМІ з посиланням на СБУ спочатку повідомили про затримання цього російського офіцера без уточнення його звання, а потім оголосили його в розшук. 14 квітня СБУ опублікувало аудіозапис, на якому, чутно, як перемовляються кілька невідомих, які обговорюють блокування доріг у Слов'янську. Крім того, наводиться розмова якогось «Олександра», що дзвонить з російського номера, та невідомого з кличкою «Стрєлок». Вони обговорюють ситуацію в Слов'янську, що склалася на 13 квітня, під час якої загинув офіцер СБУ і п'ять осіб отримали поранення. За повідомленням «Української правди», номер телефону Олександра, який вказаний в записі, належить російському політологу Олександру Бородаю.
24 квітня в інтерв'ю американському журналу «Тайм» розташований в Слов'янську бойовик Олександр Можаєв на прізвисько Бабай підтвердив присутність в рядах окупантів іноземних громадян. 26 квітня Ігор Стрєлков, Командувач бойовиками Слов'янська, в інтерв'ю заявив про те, що його група прийшла з Криму і в її складі були росіяни.
Також українська сторона наводила докази наявності в окупантів зброї та приладдя з Росії.

### Перехоплення телефонних розмов
Служба безпеки України перехопила 13 квітня телефонні розмови окупантів у Слов'янську із їхнім російським керівництвом і офіційно повідомила 14 квітня, що
|  | Документально підтверджені матеріали Служби безпеки України свідчать про те, що у Східній частині України відбувається широкомасштабна військова агресія Російської Федерації, яка здійснюється силами розвідувально-диверсійних груп ГРУ генштабу збройних сил РФ. |

За результатами аналізу перехоплених телефонних розмов Служба безпеки України встановила особу керівника російської диверсійної терористичної групи у Слов'янську, яким виявився громадянин РФ, офіцер спецназу ГРУ Генштабу збройних сил Російської Федерації, Ігор Стрєлков.

## Сили сторін

### Українські сили
На початкових етапах сили українського угрупування мали приблизно 300 бійців підрозділів Нацгвардії «Омега», «Вега», «Ягуар», понад 100 бійців СБУ «Альфа», роту десантників 80 ОАеМБр.
15 квітня до Слов'янська відправили 1-й резервний батальйон оперативного призначення НГУ у складі 300—350 осіб.
24 квітня 2014 року російська сторона оцінила розмір задіяних в операції українських сил у 11 тис. осіб, 160 танків, 230 БМП і БТР, 150 гармат і мінометів.
6 травня 2014 року російська сторона оцінила розмір задіяних в операції українських сил у 30 тис.осіб, цифра вочевидь абсурдна, як і «11 тисяч».
Станом на 9 травня 2014 року на горі Карачун позиції утримувала рота українських десантників.
2 червня 2014 року до Слов'янська був відправлений 2-й батальйон Національної гвардії, сформований «Самообороною Майдану».
Станом на момент виходу проросійських сил з міста 5 липня, за матеріалами інтерв'ю з Генштабом, особовий склад військовослужбовців, що блокували Слов'янськ налічував 1800 осіб.

### Проросійські сили
На момент вторгнення до Слов'янська 12 квітня 2014 року, російський загін «Крим» налічував 52 особи.
24 квітня 2014 року російська сторона оцінила розмір проросійських сил у 2 тис. чоловік, що озброєні 100 одиницями автоматичної зброї.
З 12 червня 2014 року і до виходу з міста, угруповання проросійських сил у Слов'янську отримало з Росії щонайменше 5 танків.
На момент виходу зі Слов'янська 5 липня 2014 року, за різними даними, угруповання проросійських бойовиків нараховувало від 1000 до 1824 чоловік. За матеріалами інтерв'ю з Генштабом, кількість бойовиків у Слов'янську на момент виходу становила понад 1000 осіб. За словами радника президента Юрія Луценка, у колонах проросійських бойовиків, що відступали з оточеного Слов'янська, було 1,5 тис. чоловік. За словами розвідника, що діяв під прикриттям в угрупуванні Ігоря Гіркіна, чисельність всього угрупування, що діяло у Слов'янську, становила 1824 особи.
За даними дослідників-блогерів, загін бойовиків у Слов'янську налічував 160 чоловік станом на 1 травня, 400 чол. — на 1 червня, і порядка 1500—1800 чол. на 1 липня 2014.

## Антитерористична операція
У ніч проти 13 квітня 2014 року на засіданні РНБО було ухвалено рішення про проведення антитерористичної операції з метою нормалізації ситуації на сході України.
О 4:53 ранку 13 квітня 2014 року на трасі Харків — Ростов-на-Дону поблизу Слов'янська озброєні терористи зупинили автомобіль Renault Logan охоронної фірми «Явір-2000» з двома охоронцями, які супроводжували вантаж феросплавів, що транспортувався залізницею. Після того терористи ув'язнили охоронців, а авто викрали. Помітивши відхилення GPS-приладу автомобіля від курсу і втрату зв'язку з екіпажем, приблизно о 6:00 ранку на пошук першого викраденого автомобіля фірмою «Явір-2000» було відправлено другий автомобіль — мікроавтобус Volkswagen Transporter. Під час пошуку мікроавтобус був обстріляний поблизу Слов'янська. Водій отримав 5 кульових поранень, проте охоронець прийняв у пораненого кермо і на пробитих колесах зумів доправити водія до лікарні. О 7:20 того ж дня компанія звернулася із заявою про викрадення до Слов'янського відділення МВС.
Близько 9:00 13 квітня мала розпочатися спецоперація українських підрозділів у рамках спланованої антитерористичної операції під керівництвом СБУ; Міністр внутрішніх справ Арсен Аваков закликав мешканців Слов'янська залишатися у своїх помешканнях.

### Перший бій війни на Донбасі
13 квітня відбувалось розгортання українського угруповання у рамках антитерористичної операції — до Слов'янська мав прибути на вертольотах підрозділ спецпризначення «Омега», а їм на підсилення командування високомобільних десантних військ мало надати роту десантників 80-ї аеромобільної бригади на 6 одиницях БТР. Через погану координацію, БТРи не прибули до «Омеги», і стояли на галявині неподалік магістралі під Семенівкою (район Слов'янська).
Близько 9:00 група полтавської СБУ «Альфа» у складі 6 осіб випадково помітила БТРи, що стояли край дороги, і зупинилася біля них. На галявині вже перебували командувач ВДВ Олександр Швець, і 2 заступники голови СБУ — Віктор Ягун і Віталій Циганок. Бійці «Альфи» вийшли з автомобілів, і через деякий час з дороги раптово з'їхали 3 автомобілі, звідки з'явилися озброєні бойовики і відкрили вогонь на ураження бійців СБУ. Із лісопосадки почала вести вогонь друга група проросійських формувань. Десантники завантажились до БТРів, проте вогонь не відкривали через наказ. Наказ порушив командир 3-ї роти 80 ОАеМБр, старший лейтенант Вадим Сухаревський, що відкрив вогонь з великокаліберного кулемета БТРа, підтримавши бійців «Альфи». Після цього проросійські бойовики відступили. З української сторони бій вели лише шість бійців «Альфи» і один БТР Вадима Сухаревського.
У бою загинув капітан СБУ «Альфа» Геннадій Біліченко, були важко поранені полковник Геннадій Кузнєцов, полковник Кукса і співробітник МВС Селіхов. У аудіозаписі телефонних розмов від 13 квітня 2014 року, що був оприлюднений СБУ 14 квітня, Ігор Гіркін звітує про вдалу засідку на «дуже серйозну групу».
Один з автомобілів, з якого розстріляли співробітників СБУ, Renault Logan, мав на кузові символіку «Явір-2000» і був покинутий бойовиками на місці бою. Було встановлено, що цей автомобіль був викрадений того ранку у фірми «Явір-2000». В салоні автомобіля було виявлено людину, на одежі якої були жовті пов'язки. Чоловік перебував у напівпритомному стані, і повідомив що був викрадений на автотрасі під час ремонту власного автомобіля.
Російські медіа звинуватили у нападі «Правий сектор».
За словами одного з керівників департаменту контррозвідки Віталія Найди, збройний напад вчинила російська розвідувально-диверсійна група під командуванням офіцера спецназу ГРУ Генштабу збройних сил РФ Ігоря Гіркіна (Стрєлок). Командиром групи, що влаштувала засідку, був Сергій Журіков (позивний «Ромашка»).

### Перший штурм Слов'янська
Близько 11:00 спецпризначенці «Омеги» знищили 2 блок-пости сепаратистів: 1 з боку Краматорська, інший зі сторони Харкова.
Станом на вечір 13 квітня стало ясно, що операція фактично провалилася, оскільки силовикам вдалося лише знищити кілька блок-постів сепаратистів, а самі військові відмовилися входити до міста без прикриття бронетехніки; на засіданні РНБО відмовилися від уведення воєнного стану. РНБО повідомило, що розпочинає широкомасштабну антитерористичну операцію із залученням Збройних сил України:

| Ми робили все, аби уникнути людських жертв. Але ми готові дати відсіч всім спробам вторгнення, дестабілізації та терористичним діям зі зброєю в руках. РНБО ухвалила рішення розпочати широкомасштабну антитерористичну операцію із залученням Збройних Сил України. Ми не дамо Росії повторити кримський сценарій у східному регіоні України. |
| — Олександр Турчинов, 13 квітня 2014 |

Того ж дня до міста прибули спостерігачі ОБСЄ, щоб ознайомитися із подіями на місці і подати об'єктивну інформацію міжнародному співтовариству.
У той же день в Слов'янську був обстріляний цивільний автомобіль Renault Logan, в машині було знайдено посвідчення журналіста на ім'я Андрія Мещерякова. За словами місцевих, проросійські бойовики звинувачують «Правий сектор».
13 квітня був убитий бойовик «Народного ополчення Донбасу» Рубен Аванесян, мешканець Донецька. За даними проросійських джерел, дві машини з НОДівцями рухалися з Донецька до Слов'янська, і були перехоплені «Правим сектором». Один з автомобілів зміг утекти, а інший був обстріляний, внаслідок чого Аванесян загинув.
Вдень 13 квітня повідомлялося, що на одному з блокпостів під Слов'янськом проросійськими формуваннями були затримані вантажівки КрАЗ з боєприпасами до реактивної установки «Град». За словами Сергія Капліна, інцидент трапився на блокпості біля 750-го кілометра, що під Дебальцевим.
15 квітня до Слов'янська було відправлено 1-й резервний батальйон оперативного призначення НГУ у складі 300—350 осіб.
16 квітня Служба безпеки України оприлюднила запис перехопленої телефонної розмови співробітників Головного розвідувального управління Генерального штабу Збройних сил Росії про інструктаж диверсійних груп у Донецькій області щодо знищення українських військовослужбовців, які не бажають здаватися російським диверсійним терористичним групам.

### Женевські угоди
17 квітня над Слов'янськом обстріляли цивільний вертоліт України. З обстріляного вертольота розкидалися листівки з текстом Женевських угод від 17 квітня — про припинення вогню всіма сторонами. Телевежі були захоплені терористами і була включена трансляція тільки російських телеканалів на частотах українських. Також було вимкнено інтернет. Журналістам забороняють знімати.
17 квітня бойовики захопили телевежу та телерадіопередавальний центр на горі Карачун, панівній висоті над Слов'янськом, після чого розпорядилися відключити українські телерадіоканали, та налагоджено трансляцію першого мультиплексу цифрового телебачення Російської Федерації.
18 квітня призначений бойовиками комендант Слов'янська, названий ними народним мером, В'ячеслав Пономарьов зробив заяву, що «ніякі женевські домовленості їх не обходять і на переговори з хунтою вони не підуть, а стоятимуть поки не відбудуться референдуми».

### Взяття в полон активістів «Правого сектора»
17 квітня відбулася подія, деякі деталі якої стали відомі від Віталія Ковальчука лише значно згодом. 16 квітня група активістів «Правого сектора» прибула з Києва до Харкова. У групі було 5 чоловік: 18-річний Юрій Поправка «Патріот», 25-річний Юрій Дяковський «Кірпіч», 23-річний Віталій Ковальчук «Вовк» і ще двоє членів групи з псевдонімами «Марк» і «Апостол». Група була озброєна 2 одиницями вогнепальної зброї і світлошумовими гранатами, і прямувала до Слов'янська, за словами їх друзів — з метою вивчення обстановки, «щоб побачити все на власні очі». З Харкова до Донецької області групу підвезли активісти місцевого Автомайдану, і 17 квітня зранку вони були за 30 кілометрів від Слов'янська. Частину шляху хлопці пройшли пішки, неподалік Слов'янська зупинили ВАЗ-2101 з трьома пасажирами. У нервовій обстановці, коли пасажири були перелякані, а хлопці теж на взводі, Юрій Поправка вистрілив в машину. Поранених не було, інцидент вдалося залагодити і водій відвіз хлопців під Слов'янськ, висадивши неподалік блокпоста. Після привалу у закинутому будинку, Юрій Поправка, Віталій Ковальчук і «Апостол» під вечір пішли на розвідку до блокпосту, де їх помітили озброєні люди з блокпосту і почали їх переслідування. Під час втечі Юрій Поправка відстав і був полонений, а четверо хлопців, що залишилися, після сварки розійшлися — Юрій Дяковський вирішив повертатися дорогою звідки вони прийшли, Віталій Ковальчук пішов ловити машину на дорогу, а «Марк» і «Апостол» зв'язалися з «Правим сектором» і домовилися про точку збору. В результаті, до полону бойовиків потрапив і Юрій Дяковський, і Віталій Ковальчук, машину якого зупинили озброєні люди. Усіх трьох полонених доправили до підвалу будівлі СБУ в Слов'янську, де спершу лупцювали, а потім піддали тортурам. За свідченням хлопців, вже тоді у підвалі було 2 мертвих тіла. 18 квітня увечері їх трьох із зав'язаними очима посадили у машину, але в останній момент Віталія висадили. За словами Ковальчука, Юрія Поправку і Юрія Дяковського стратили у той же день.
Тіло Юрія Поправки було виявлене 19 квітня у річці разом з тілом місцевого депутата Володимира Рибака. 25 квітня про подію розповів один з учасників. Віталій Ковальчук був звільнений з полону 30 травня 2014 року.
За інформацію журналіста Олександра Моторного російські спецпризначенці станом на 18 квітня 2014 року контролюють автомобільні та інші ґрунтові шляхи в районі Слов'янська, зокрема, у напрямку до Харківської області.

### Бій під Билбасівкою
За словами Дмитра Яроша, намір здійснити першу наступальну операцію був затверджений після жорстокого вбивства бойовиками двох учасників Майдану — Юрія Поправки і Юрія Дяковського, разом з якими був убитий депутат Горлівської міськради Володимир Рибак. 19 квітня «Правий сектор» отримав два джипи «Мітсубісі» і два пікапи «Ніссан», з озброєння мали автомати АКСУ, АКС, мисливські карабіни «Сайга», дві снайперські гвинтівки і югославський кулемет М53 під патрони 7,92 мм. Планом операції було вивести з ладу трансформатор для телевізійної вежі на горі Карачун біля Слов'янська, щоб обмежити ворожу пропаганду по телевізору.
20 квітня о 1:00—2:20 ночі на блокпосту селища Билбасівка на західному в'їзді в Слов'янськ відбулася перестрілка. Колона «Правого Сектора» на чотирьох машинах, прямуючи вночі до Карачуна, раптово натрапила на блокпост бойовиків, зупинившись у 50 метрах від нього, оскільки на карті АТО блокпост був позначений на два кілометри далі. Один з бойовиків підійшов до першої машини з вимогою показати документи, коли він зняв автомат із запобіжника, бійці «Правого Сектора» відкрили вогонь, у перестрілці загинув водій «Правого Сектора» Михайло Станіславенко, а решта бійців розсипалися по обидва боки від дороги і по посадці пішли в атаку на блокпост з флангів. Блокпост вдалося зачистити, за словами Дмитра Яроша там було 6 трупів, проте бій не закінчився — частина бойовиків відступила, перегрупувалася і викликала підмогу, збоку по машинах почав бити кулемет. 2 позашляховики, на одному з яких був встановлений кулемет М53, були вщент розстріляні. 19 бійців «Правого Сектора» завантажилися до двох понівечених автомобілів і на пробитих колесах відійшли. Серед них був важкопоранений від вибуху гранати Ярослав Антонюк, якого вдалось евакуювати.
Колаборанти Слов'янська захопили два з чотирьох автомобілів, які до ранку згоріли. В машинах була виявлена символіка «Правого сектора», карти на основі аерофотозйомки і велику кількість зброї, включно з такою, якої нема на озброєнні української армії.[джерело?] «ДНР» і МЗС Росії звинуватили в зіткненні «Правий сектор», сам «Правий сектор» і РНБО у квітні 2014 року заперечували ці звинувачення, проте в інтерв'ю у лютому 2015 року Дмитро Ярош підтвердив свою участь в бою. За даними проросійських джерел, раніше стрілянина з білих позашляховиків велася по блокпостах ще 16 квітня, але тоді обійшлося без жертв.[джерело?]
Внаслідок бою загинув Михайло Станіславенко, водій пікапу, а також троє бойовиків з блокпосту, — за даними видання «Подробности», всі були місцевими жителями.
У «ДНР» стверджували, що нападників було десятеро, двоє з яких в ході зіткнення були вбиті, четверо поранені, а один був спійманий після бою на трасі, коли намагався покинути район зіткнення. За спійманого бойовика «Правого сектора» видавали Віталія Ковальчука, якого схопили ще 17 квітня разом з Юрієм Поправкою і Юрієм Дяковським, за два дні до перестрілки під Билбасівкою.

### Другий штурм та початок блокади
24 квітня 2014 року відбулася друга спроба зачистки Слов'янська від проросійських формувань. Бійці Нацгвардії підрозділу «Омега» за підтримки БТРів і вертольотів знищили кілька блокпостів проросійських формувань, проте до середини дня наступ зупинився і проросійські сили відновили контроль над деякими втраченими блокпостами.
25 квітня українською владою було оголошено про рішення блокувати Слов'янськ, щоб залишити проросійські формування без підкріплення. Відмова від штурму Слов'янська пояснювалася можливістю призвести до жертв серед місцевого населення.

| 20 хвилин тому, в рамках проведення операції, українські спецпідрозділи почали другий етап, який полягає в тому, що ми прийняли рішення повністю заблокувати місто Слов'янськ, щоб не дати можливості підкріплення, і щоб локалізувати цю проблему. |
| — Сергій Пашинський, 25 квітня 2014 |

27 квітня 2014 року Ігор Гіркін оголосив, що у Слов'янську утримуються троє бійців підрозділу СБУ «Альфа». Під час допиту ті дали показання, що були захоплені під час виконання операції із захоплення командира проросійських формувань Ігоря «Бєса» Безлера у Горлівці.

### Наступ 2 травня

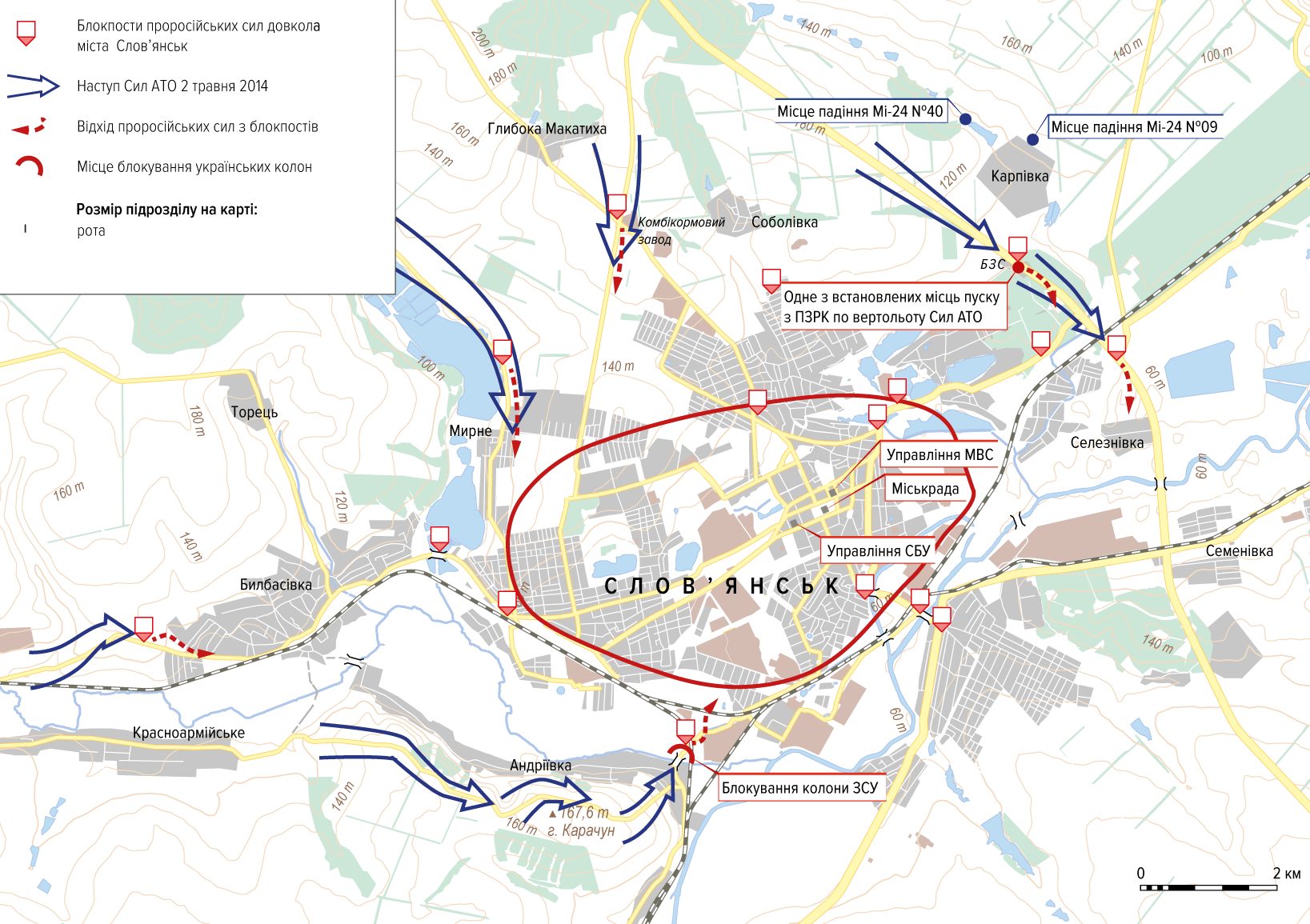
Наступ українських військ 2 травня 2014 року.

2 травня 2014 року була здійснена найбільш масштабна операція українських сил з початку збройного конфлікту 12 квітня — було ліквідовано низку блокпостів бойовиків навколо Слов'янська, місто майже з усіх напрямків було заблоковане. На початок травня у Слов'янську перебувало, за різними даними, 160—300 бойовиків, у сусідньому Краматорську — порядка 50 бойовиків. Того дня українське командування планувало використати два фактори — переважаючі сили у бронетехніці та особовому складі, а також авіацію — ударні гелікоптери. Операція мала розпочатися о 4:00 ранку. Точне число залучених гелікоптерів невідоме, проте російські джерела, зокрема Ігор Гіркін, стверджували, що того дня над Слов'янськом спостерігалося порядка 20 бортів. Це, швидше за все, перебільшення, проте дає уявлення про значні сили армійської авіації, залучені до виконання операції.
З самого початку операції українські сили зазнали втрат — було збито два ударних гелікоптери Мі-24 16-ї бригади Збройних сил України за допомогою переносних зенітно-ракетних комплексів. Мі-24П «09 жовтий» облітав Слов'янськ, він мав завдання надавати підтримку українським колонам, що саме висувалися до міста. Близько 3:00 ранку він був у небі над Карпівкою (село на північному сході Слов'янська), і йшов на висоті приблизно 600 метрів. У цей час по ньому була випущена ракета ПЗРК, яка не влучила — пройшла повз нього, проте майже одразу була випущена друга ракета, яка вразила гелікоптер. Той зайнявся, почав крутитися, майже вертикально падав, і упав біля ставка під Карпівкою. Під час падіння в місцевих інтернет-форумах була поширена легенда про те, що гелікоптер нібито було підбито із ручного гранатомета.
На поміч першому гелікоптеру майже одразу вирушив інший, Мі-24П «40 жовтий», проте також був вражений вогнем ПЗРК. Він впав у тому ж районі, але дещо далі — в лісі за Карпівкою. Загинув увесь екіпаж — майор Руслан Плоходько, майор Олександр Сабада, капітан Микола Топчій. Відомо, що одна з точок, з якої вели вогонь з ПЗРК того ранку — це БЗС (акронім від «бензозаправочна станція», великий комплекс на автотрасі М-03 під Слов'янськом).
Не зважаючи на втрати із самого початку, операція продовжилася. Українські сили, що складалися переважно із загонів спецпризначення МВС («Омега», «Вега», «Ягуар»), а також окремих підрозділів ЗСУ, з кількох напрямків вийшли на блокпости бойовиків під Слов'янськом. Управління здійснювали генерали НГУ Валерій Рудницький і Юрій Аллеров. Спецпризначенці рухалися під прикриттям бронетранспортерів і змогли зайняти низку важливих блокпостів навколо міста — на Билбасівці, Мирному, Комбікормовому заводі, було взято також і БЗС. Після операції українське командування доповідало, що було затримано 4 оператори ПЗРК. Імовірно, вони були взяті на БЗС. Застосування зенітного комплексу, на думку фахівців СБУ, свідчить про те, що на боці сепаратистів «діють підготовлені, висококваліфіковані іноземні військові фахівці, а не місцеві мирні громадяни».
Того ж дня на мосту через річку Сухий Торець на південній околиці міста у районі Андріївки колону українських військових 95-ї аеромобільної бригади було заблоковано цивільними особами та бойовиками. Під час проведення мирних переговорів, які вів майор Ілля Хоменко, о 22:15 терористи відкрили вогонь з-за спин жінок і дітей, обстрілявши військовослужбовців. Від вибуху гранати з підствольного гранатомета загинув солдат Петро Коваленко, старший солдат запасу Сергій Панасюк загинув від кулі снайпера, 7 десантників дістали поранення.
Про втрати бойовиків того дня інформації практично немає. Відомо тільки, що у снайперській дуелі із офіцером «Альфи» того дня був ліквідований Сергій Журіков позивний «Ромашка», права рука Гіркіна, який командував бойовиками у першому бою вранці 13 квітня під Семенівкою. Є всі підстави вважати, що втрати бойовиків того дня були більшими, раз загинув один із найбільш впливових польових командирів міста.
Того ж дня Росія скликала екстрене засідання Ради Безпеки ООН. На цьому засіданні абсолютна більшість членів Радбезу від різних країн світу виступила зі словами підтримки антитерористичної операції, котру проводить Україна на своїй території.
3 травня вночі десантники спільно з підрозділами Національної гвардії відбили у терористів телевежу у Краматорську. Після «зачистки» та дослідження території об'єкту, з'ясувалося, що тут перебувало близько 200 бойовиків — по всіх напрямках були обладнані вогневі точки та здійснено відповідну інженерну підготовку місцевості для тримання оборони. Також вночі було здійснено маневр однією з бронегруп Збройних Сил України. В ході рейду взято під контроль міст на дорозі між Краматорськом та Слов'янськом. Інженерні підрозділи ЗСУ почали розмінування мосту, оскільки диверсійна група противника встигла фахово замінувати споруду. Було ліквідовано ряд блокпостів сепаратистів, на їх місці українські військовики встановили свої. Спротив сепаратистів був неорганізованим, багато так званих бойовиків просто розбігалися. Проте опорні пункти в містах противник утримував надійно, крім того, почали працювати ворожі диверсійно-розвідувальні групи. На нові українські блокпости заступили добровольці 1-го батальйону Нацгвардії. Надалі сепаратисти неодноразово здійснювали спроби штурму гори та регулярно її обстрілювали, в тому числі з застосуванням мінометів.

### Бій біля Семенівки 5 травня
5 травня 2014 року, вранці, два розрахунки по 10 військовослужбовців калинівського оперативного полку «Ягуар» з бійцями спецпідрозділу СБУ «Альфа» та десантниками Збройних сил на БТРах рушили в напрямку Слов'янська, та в районі залізничного мосту біля Семенівки (мкр в околиці Слов'янська) українські військові потрапили у засідку. На допомогу побратимам висунулася тактична група, що складалася з гвардійців загону спецпризначення, «омегівців» та спецпризначенців київської бригади охорони. Загальна чисельність українських сил складала до 90 військовослужбовців. Бій із терористами тривав близько двох годин. Ворог вів вогонь, зайнявши позиції у житлових будинках. Противник вів інтенсивний обстріл зі стрілецької зброї, великокаліберних кулеметів, снайперські гвинтівки били з даху заводу, який знаходився неподалік. Та завдяки вмілим діям спецназівців вдалося зберегти життя десятків мирних мешканців, які перебували в населеному пункті і відбити атаки, бойовики зазнали значних втрат і відступили до промзони Слов'янська. В бою, рятуючи поранених, загинули офіцери «Альфи» Олександр Аніщенко і Руслан Лужевський, прапорщик НГУ Віктор Долинський, важких поранень зазнав капітан Андрій Рєзнік. Втрати терористів вбитими — до 40 осіб.
9 травня 2014 року самопроголошений мер Слов'янська Пономарьов заявив, що проросійські бойовики більше не братимуть полонених серед військовослужбовців української армії, а будуть натомість «валити усіх». Вже наступного дня він зробив чергову заяву, зажадавши виведення українських військ та обміну військовополоненими. Того ж дня бойовики здійснили напад на телевежу на горі Карачун, що біля Слов'янська, контрольовану українськими силовиками, але зазнали невдачі.
9 травня відбулася спроба атаки проросійських бойовиків на позиції українських військових на Карачуні. Атака була невдала, ключову роль у відбитті зіграло застосування бойових гелікоптерів.
9 травня зник безвісти, коли повертався до зони бойових дій з відпустки, старший лейтенант НГУ Ігор Гейсун. Востаннє телефонував 9 травня командирові роти, встигнув повідомити, що машину, якою він їхав до Слов'янська, потрапила у засідку. Потім в трубці було чутно постріли, зв'язок обірвався. Після визволення Слов'янська від терористів тіло Ігоря з трьома вогнепальними пораненнями (стріляли у голову, серце й живіт) та слідами знущань виявлено у одному з безіменних поховань.
11 травня 2014, за словами в.о. голови Адміністрації Президента України Сергія Пашинського, антитерористична операція в районі міст Красний Лиман, Слов'янськ та Краматорськ у Донецькій області перейшла у фінальну стадію.

### Засідка під Жовтневим
13 травня колона із супроводом 95-ї аеромобільної бригади потрапила у засідку на околиці села Жовтневе (іноді назване Октябрським, нині Маячка) Слов'янського району. Колона складалася з двох БТР-80 і трьох вантажівок ГАЗ-66 з мінометами, водою та продуктами в кузові, для забезпечення блокпостів. Засідка була влаштована силами близько 20 проросійських бойовиків біля мосту перед Краматорським водосховищем. Бій тривав протягом години. В результаті засідки було підбито обидва БТРи 95-ї бригади, згоріла одна вантажівка, загинуло 6 військовослужбовців — Віталій Дульчик, Вадим Заброцький, Віталій Рудий, Олег Славіцький, Сергій Хрущ, Олександр Якимов, 8 поранені та контужені, серед них — капітан Володимир Бехтер, знаходився у другому БТРі з кінця колони, молодший сержант Сергій Сідлецький, старший солдат Денис Білявський, молодший сержант Тарас Ткаліч. Молодший сержант Ярослав Голяченко зазнав чотирьох кульових поранень, але відстрілювався і викликав підмогу. Після зачистки території з'ясувалося, що терористи атакували військовослужбовців з підствольних гранатометів, стрілецької зброї. На місці засідки виявлено заздалегідь обладнані позиції, контейнери від гранатометів РПГ-22, РПГ-26 та гільзи від снайперських гвинтівок. Переміщувалися бойовики кількома мікроавтобусами та легковими авто. Кілька терористів під час бою також зазнали поранень, про що свідчать сліди крові та рештки бронежилетів. За даними Міноборони України, нападники втратили щонайменше 5 бійців: один загинув, 4 важко поранені та перебувають у першій міській лікарні у Слов'янську.
Наступної ночі бойові зіткнення стались поблизу села Староварварівка.
15 травня 2014 року «заступник головнокомандувача військ ДНР» Сергій Здрилюк висунув ультиматум українським силовикам щодо погрози почати через 24 години силову операцію, якщо за цей час українські підрозділи разом з бронетехнікою не полишать блокпости у Донецькій області. А вже 17 травня у відеозверненні він заявив, що захопить Київ та дійде до Львова.

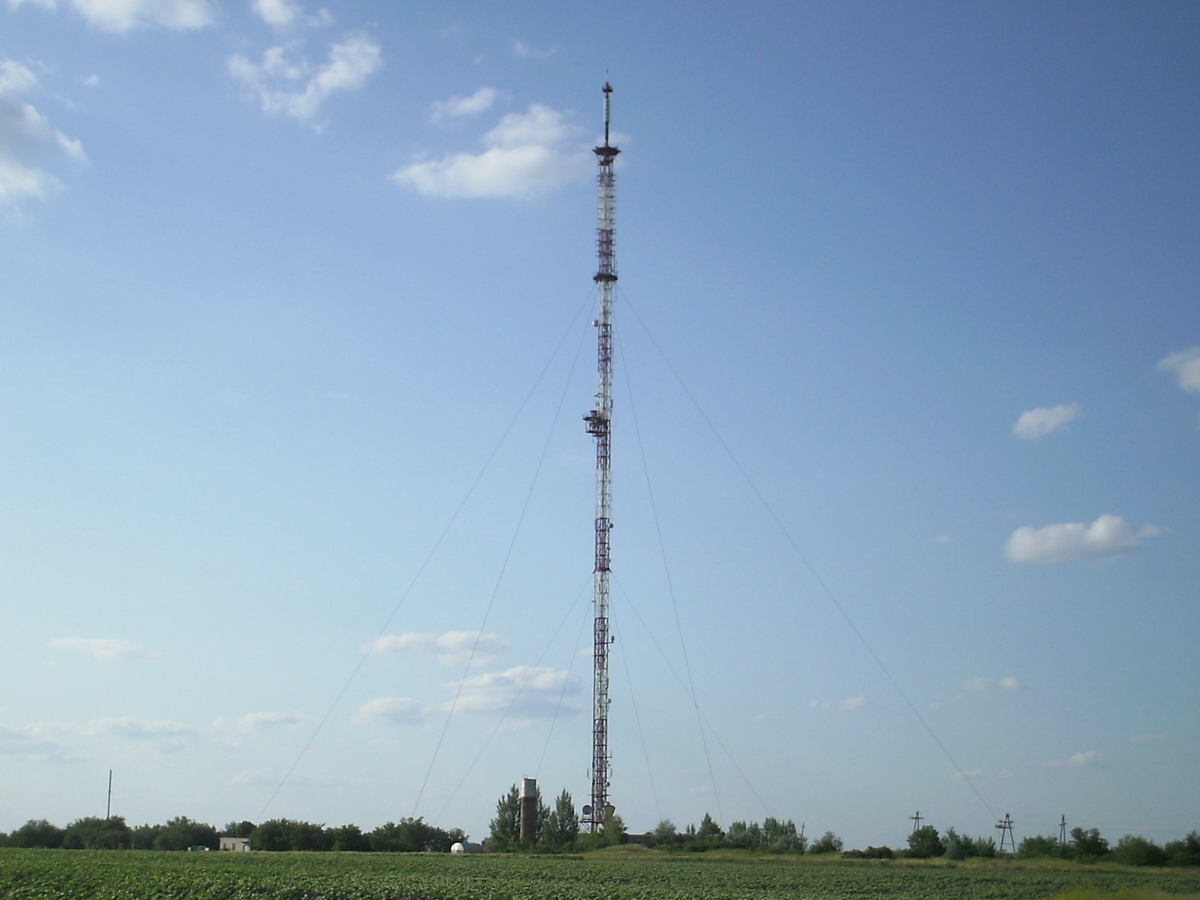
Вежа телерадіоцентру на Карачун-горі поблизу міста Слов'янськ Донецької області

15 травня силами українських військових були ліквідовані новоутворені укріплення російських бойовиків в п'ятикілометровій зоні навколо телевізійної вежі на Карачуні.
Вночі 18 травня проросійські терористи обстріляли 4 блокпости та базовий табір поблизу Слов'янська, під час яких двоє українських військових та один боєць Національної гвардії були поранені, а також вбито одного та поранено ще одного бойовика, якого взято під варту.
19 травня бойовиками була вчинена невдала спроба повторного захоплення Карачуна: в результаті обстрілу російськими бойовиками з території дитячого садка із великокаліберної зброї українського блокпосту, від отриманих поранень загинув десантник 95-ї бригади Геннадій Беляк.
У ніч з 20 на 21 травня 2014 року близько 40 бойовиків здійснили напад на один з блокпостів поблизу Слов'янська, обстрілявши його з мінометів, але українські військовослужбовці відбили цей напад. Тієї ж ночі близько 20 бойовиків намагались здійснити напад на колону українських сил антитерористичної операції, але дії українських військових змусили нападників відступити.
24 травня близько 17:00 на північній околиці Слов'янська біля села Карпівка в районі перехрестя автошляхів E40М03 та Т 0513 проросійські бойовики з використанням мінометів і гранатометів напали на блокпост Національної гвардії України. В результаті двогодинного збройного протистояння загинув боєць Національної гвардії України, 4 нацгвардійці поранено. В ході обстрілу бойовиками були пошкоджені житлові будинки та психіатрична лікарня в Слов'янську, від чого вона зайнялась. Того ж дня під с. Андріївка під час обстрілу загинув італійський журналіст разом з перекладачем-росіянином.
29 травня терористами був підбитий гелікоптер Мі-8МТ Національної гвардії України, який після розвантаження продуктів харчування та проведення ротації особового складу повертався з району гори Карачун. Загинуло 12 чоловік — шість військовослужбовців Національної гвардії України, включаючи двох членів екіпажа гелікоптера та шість — представників спецпідрозділу МВС України, серед них — генерал-майор Сергій Кульчицький.
2 червня міліціонери супроводжували колону по зачистці Слов'янська та потрапили у засідку, довелося відступати, поранили водія та 3 міліціонерів, з них — Валерія Коваленка, Олега Лозу, Руслана Турбабу. 10 червня на розтяжці під Слов'янськом смертельно поранений прапорщик 80-ї бригади В'ячеслав Пелехатий.

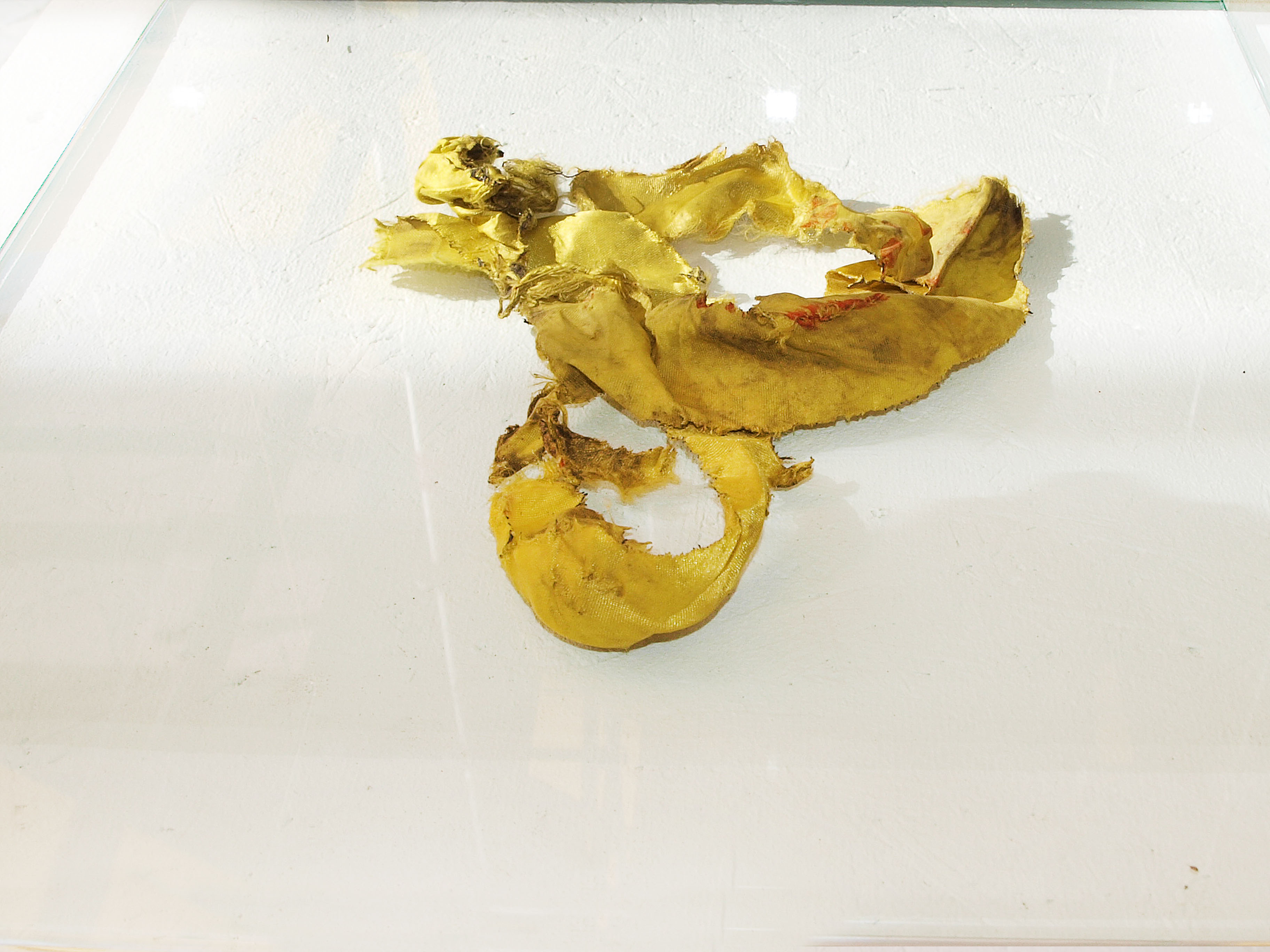
Рештки українського прапора з телевишки на горі Карачун

3 червня керівництво АТО доповіло про знищення укріпрайону бойовиків у Семенівці під Слов'янськом. В доповіді були зазначені величезні втрати проросійської сторони, а також про 3 загиблих і 50 поранених українських військовиків.
4 червня проросійськими бойовиками пошкоджено водогін, внаслідок чого без води тимчасово залишилися Слов'янськ, Дружківка, Дзержинськ, Костянтинівка і Краматорськ.
6 червня під Слов'янськом проросійськими бойовиками з території церкви з мінометів обстріляно блок-пост МВС України. Загинула одна особа, ще двоє співробітників міліції отримали важкі поранення.

#### Звинувачення у застосуванні білого фосфору
У ніч з 11 на 12 червня російські ЗМІ, передавши слова членів проросійських збройних угрупувань, звинуватили українські сили у застосуванні боєприпасів з білим фосфором. 12 червня ними було знято ще один репортаж, що зафіксував мінометний обстріл із спецбоєприпасів, які вони назвали фосфорними.
Звинувачення у використанні білого фосфору не підтвердилися і були спростовані експертами Human Rights Watch.
13 червня за півтора кілометра від Слов'янська проросійськими бойовиками обстріляна колона українських військових. Загинули 2 бійці 25-ї повітряно-десантної бригади.
24 червня невдовзі після зльоту біля гори Карачун з ПЗРК терористи збили український військовий гелікоптер Мі-8, в результаті чого загинуло 9 осіб. Гелікоптер повертався з блокпоста з фахівцями, що встановлювали апаратуру з метою організації моніторингу простору, фіксації фактів порушення перемир'я в зоні проведення АТО.
28 червня в районі перехрестя автошляхів E40М03 та Т 0513 біля села Карпівка проросійськими бойовиками здійснений повторний мінометний обстріл блок-пост Збройних сил України. Загинули 3 бійці 95-ї аеромобільної бригади: солдат Петро Боднар, молодший сержант Леонід Ординський, сержант Олександр Закусіло, ще четверо зазнали поранень.
У ніч проти 1 липня внаслідок обстрілу українських позицій на горі Карачун, упала розташована на горі телевежа. Мінами були перебиті троси, які утримували вежу.

### Визволення міста
2 липня відновлено контроль над смт Райгородок та селами Різниківка і Рай-Олександрівка.
- Під час боїв 2 липня поблизу району Семенівка у Слов'янську, під обстріл пострапила насосна станція каналу «Сіверський Донець — Донбас», внаслідок чого загинув електрослюсар, а сама станція була знеструмлена, і канал припинив роботу[161]

Протягом 3—4 липня Збройними силами України здійснено знешкодження близько 200 проросійських бойовиків, знищено їх опорні пункти і склади боєприпасів в місті Миколаївка та взято під контроль саме місто й автошлях E40М03 в східній околиці Слов'янська, унеможливлюючи таким чином проникнення бойовиків зі зброєю на захід, північ та схід.
3 липня 2014 року силами АТО було заблоковано місто Миколаївка, де знищено 6 опорних пунктів проросійських бойовиків, знищено склади боєприпасів у Миколаївці та у районі Семенівка м. Слов'янська, а також вийшли до автотраси «Харків — Довжанський». У боях загинув один (Чепелюк Володимир Миколайович) та поранено 4 українських військових, а в той же час, за даними РНБО, втрати терористів сягнули понад 150 осіб. А 4 липня 2014 року Миколаївку повністю визволили та взяли під контроль сили АТО, яким здалось у полон більш як 50 терористів на чолі з ватажком на прізвисько «Скорпіон», частина з яких перебувала у приміщенні місцевої лікарні. Також 4 липня було обстріляно низку блокпостів поблизу Слов'янська, аеродром у Краматорську.
Поступово в лавах російських бойовиків на підґрунті безрезультатного адміністрування та фінансових проблем посилюються панічні настрої й загострюються внутрішні конфлікти. Протягом 1—4 липня бойовики масово дезертують в напрямку Донецька, інша їх частина — на деякий час самоорганізовуються в місті Слов'янськ, однак вже 5 липня теж тікають через Краматорськ, Дружківку і Костянтинівку до Донецька та Горлівки, мінуючи та підриваючи за собою залізничне полотно й автомобільні мости.
В ніч на 5 липня терористи почали організовано залишати Слов'янськ. Бойовики виходили двома шляхами: бронегрупа пішла по трасі на Краматорськ, а цивільні автомобілі виходили ґрунтовою дорогою.
Бронегрупа бойовиків, яка йшла по трасі на Краматорськ і атакувала 5-й блокпост українських сил, була знищена. Вона почала рух в ніч проти 5 липня, незадовго до полуночі. Блокпост тримали десантники 25-ї повітрянодесантної бригади (56 чоловік) та 17 міліціонерів із запорізького зведеного загону (колишній «Беркут»), українські війська мали 4 од. БМД-2, і протитанкові гранатомети  РПГ. Бойовики мали 6 одиниць бронетехніки: 2 танки Т-64БВ, 2 од. БМП-2 і 2 од. БМД-2. Вся група бойовиків була знищена. З українського боку загинув десантник сержант Мендель Роман Володимирович і було поранено п'ятеро міліціонерів та десантників. За оцінкою Юрія Іженка, бронегрупа виконала своє завдання – була відволікаючим маневром, якоюсь мірою дозволило піти слов'янському гарнізону.
- Знищений при спробі прориву російський танк Т-64БВ на блокпості №5.
- Знищена при спробі прориву російська БМП-2 на блокпості №5.

А вже зранку 5 липня через Краматорськ потягнулися багатокілометрові колони вантажівок, бронетехніки, перемішані цивільними машинами. За даними Бутусова, цілу добу колони бойовиків покидали Слов'янськ і Краматорськ, що на власні очі бачив підрозділ українських вояків на Краматорському аеродромі. Але, за даними Бутусова, артилерія та авіація мали наказ Муженка не стріляти. Ця основна колона не вступала в бій і вийшла по єдиній вільній ґрунтовій дорозі.
За твердженням ватажка бойовиків Ігоря Гіркіна, це рішення прийнято задля того, щоб «зберегти сили», натомість основні сили терористи передислокували в Горлівку та Донецьк. Відступ терористів дозволив українським військам увійти до міста, встановити державний прапор над міськадміністрацією та розпочати місію з надання гуманітарної допомоги мешканцям міста. У підвалах та приміщеннях Слов'янська, які російські бойовики обладнали під склади для зберігання амуніції, виявлено і взято як трофеї 12 ПЗРК «Ігла», 42 вогнеметів «Шмель», а також протитанкові ракетні комплекси «Фагот», численні гранатомети РПГ-18 «Муха», РПГ-26 «Аглень», протипіхотні і протитанкові міни, снаряди та набої різних калібрів, радіообладнання тощо.
За інформацією військовослужбовця, що діяв під прикриттям в угрупуванні Ігоря Гіркіна, чисельність всього угрупування, що вийшло зі Слов'янська, становила 1824 особи. Ця цифра була у відомості на забезпечення, документ випадково потрапив до рук розвідника.
Відхід терористичного угруповання Гіркіна дозволив протягом 5—6 липня встановити український контроль над містами Краматорськ, Артемівськ, Дружківка та Костянтинівка. Силовики розпочали відновлення життєдіяльності міст.

## Ситуація в окупованому місті

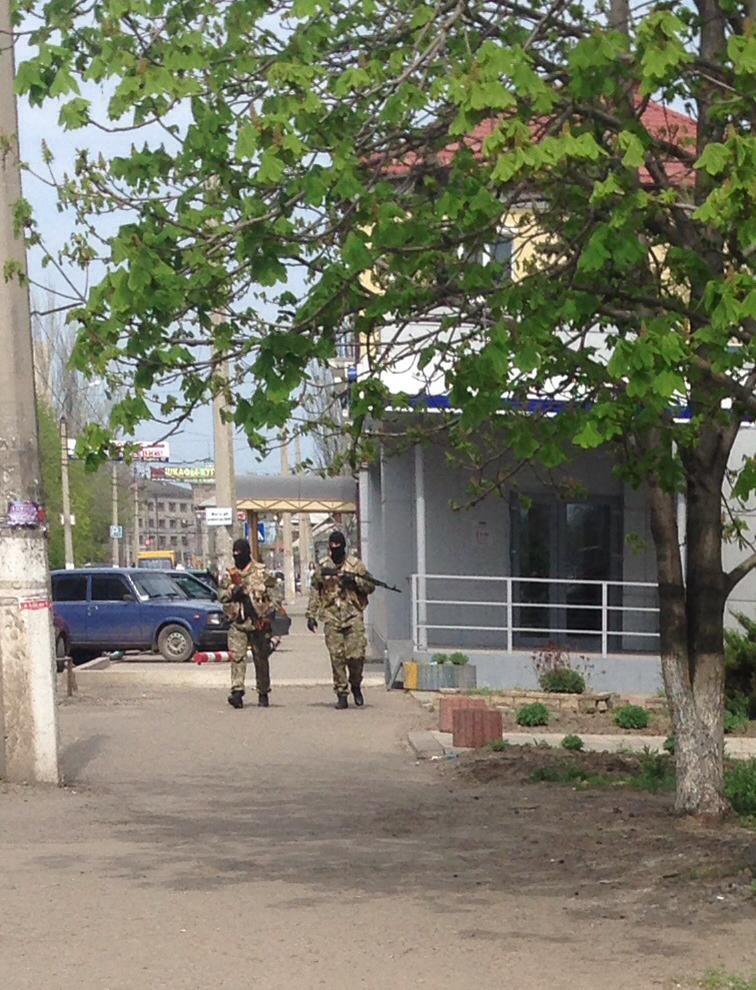
Бойовики патрулюють Слов'янськ, 18—20 квітня 2014

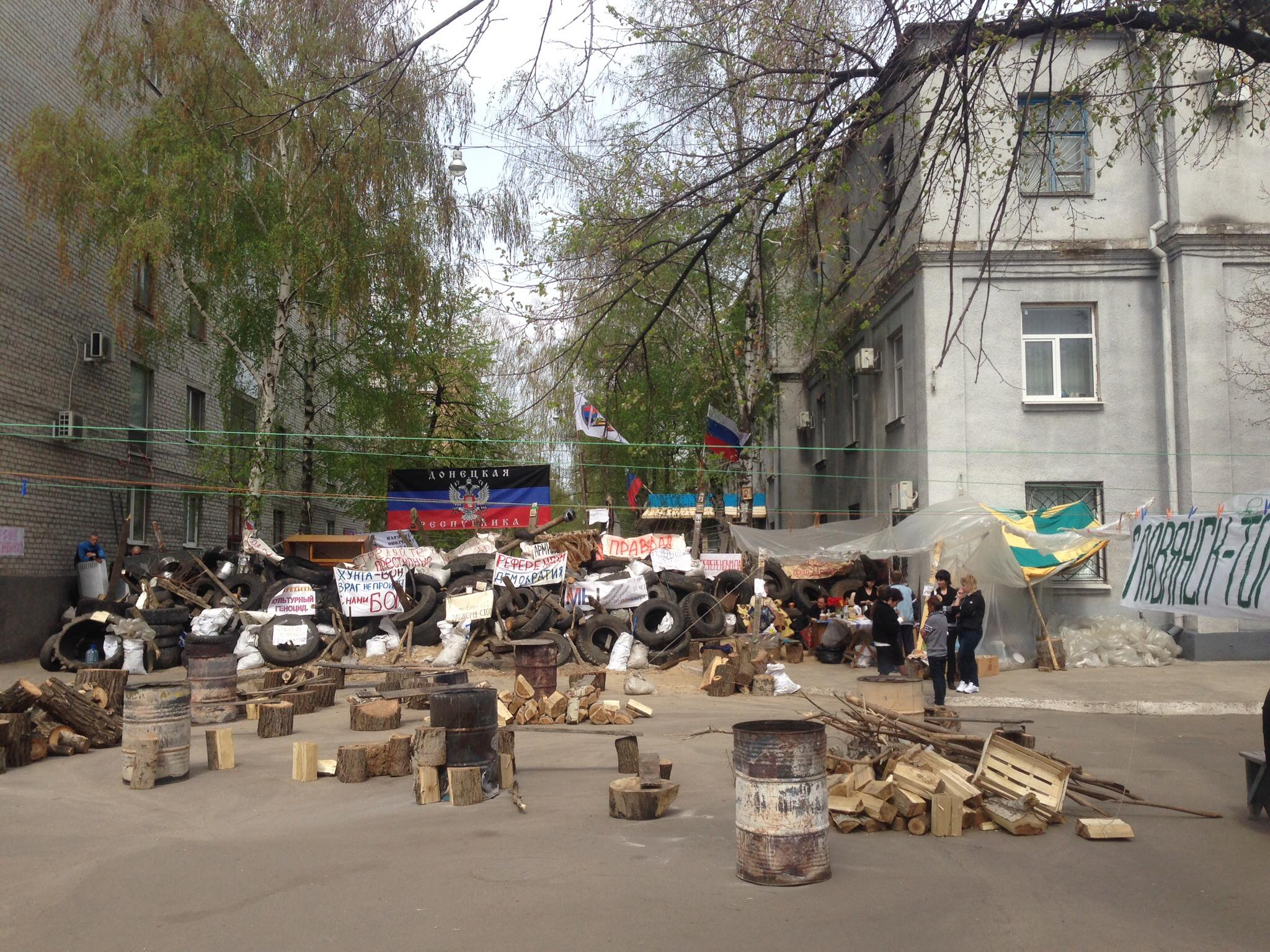
Барикади у Слов'янську, 18—20 квітня 2014

### Терор проти місцевого населення
13 квітня 2014 року терористи обстріляли машину з журналістами, був поранений випадковий перехожий. Повідомлялося про 1 або 2 загиблих.
18 квітня в місті були заборонені політичні партії «Батьківщина», УДАР і «Свобода». Також В'ячеслав Пономарьов попросив містян повідомляти «народній дружині» про всіх підозрілих осіб у місті, «особливо тих, що розмовляють українською мовою». У другій декаді квітня 2014 року з'явилася інформація про циганські погроми у Слов'янську.
19 квітня 2014 року в річці Казенний Торець біля смт Райгородок Слов'янського району Донецької області місцеві рибалки знайшли тіла депутата горлівської міськради Володимира Рибака і студента Юрія Поправки зі слідами численних тортур. Володимир Рибак був викрадений бойовиками у Горлівці 17 квітня з мітингу після його спроби зняти прапор ДНР і повернути український на будівлю міськради. а 28 квітня — тіло Юрія Дяковського, з ідентичними ознаками насильницької смерті як у Володимира Рибака і Юрія Поправки.
18 травня 2014 року місцеві ЗМІ повідомили, що у селі Сергіївка під Слов'янськом бойовики вбили місцевого 68-річного фермера за те, що він допомагав продуктами українській армії.
8 червня 2014 р. на свято П'ятидесятниці після богослужіння в приміщення церкви християн віри євангельської «Преображення Господнє» увірвались бойовики Російської православної армії й заарештували дияконів Володимира Величка та Віктора Брадарського, а також двох дорослих синів старшого пастора — Рувима і Альберта Павенків. Сам пастор Олександр Павенко разом із молодшими дітьми виїхав із міста. Терористи звинуватили християн у злочинах проти «ДНР» і підтримці українського війська.
Понад місяць родини полонених (дружина і вісім дітей В. Величка, дружина і троє дітей В. Брадарського і дружина А. Павенка) сподівались на звільнення своїх чоловіків. Але, як згодом з'ясувалось, бойовики ще 9 червня вбили християн після тортур.

### Захоплення у полон
Терористи захоплюють «підозрілих» на їх думку людей у полон, а для ув'язнення полонених використовували захоплену будівлю СБУ. За свідченням вінницького журналіста, щодо полонених застосовували тортури.
Протягом трьох місяців у полоні сепаратистів побувало 40 українських та іноземних журналістів. Серед них — журналіст польського фонду «Відкритий діалог» Сергій Лефтер (захоплений 17 квітня), журналістка «Комсомольської правди в Україні» Євгенія Супричева, громадський журналіст Артем Дейнега, журналіст з Коломиї Євген Гапич.
Серед полонених були й іноземці. 21 квітня терористи пограбували та затримали двох італійських журналістів — Поля Гого та Коссімо Аттанасіо, а також кореспондента білоруської газети «Новы час» Дмитра Галка. 25 квітня терористи захопили у полон спостерігачів від ОБСЄ, й тримали їх у підвалі захопленого приміщенні СБУ із зав'язаними очима і руками і були звільнені лише 3 травня після втручання представника Путіна Володимира Лукіна.
2 травня терористи захоплювали в полон журналіста американського видання BuzzFeed Майкла Джигліо з волонтером з Донецька Оленою Глазуновою, а також знімальні групи телеканалів SkyNews і CBS, проте ввечері того ж дня відпустили

### Заручники
Мер Слов'янська Неля Штепа, яка раніше активно підтримувала дії терористів у місті, заявила 15 квітня, що російські диверсанти захопили будівлю виконкому та утримують там заручників. Вона закликала терористів-диверсантів негайно звільнити приміщення міської ради і заявила в ефірі каналу «112 Україна»:
|  | Той, хто сьогодні проголосив себе мером, я не знаю, хто це, що це. Вони й правда сьогодні захопили виконком… Дійсно, там сьогодні «зелені чоловічки», вони не приховують, що вони із Криму, з Росії. |

Також вона сказала, що до заручників ставляться агресивно:
|  | Вони були агресивно налаштовані до заручників, яких вони упіймали. Я не соромлюся того, що я зробила. Я в цих умовах зробила все для того, щоб звільнити заручників, яких вони спіймали. І те, що ви можете мені інкримінувати — мені все одно. Я тоді оцінила, коли побачила, що там дуже серйозні хлопці. Оригінальний текст (рос.) Они были агрессивно настроены к заложникам, которых они поймали. Я не стыжусь того, что я сделала. Я в этих условиях сделала все для того, чтобы освободить заложников, которых они поймали. И то, что вы можете мне инкриминировать — да, мне все равно. Я тогда оценила, когда увидела, что там очень серьезные ребята. |

Ввечері 15 квітня російські терористи захопили в полон під Слов'янськом українського офіцера розвідки та одного солдата.
16 квітня до Слов'янська увійшла колона бронетехніки у складі 6 машин Сепаратисти заявляли про перехід на їх бік частин української армії, втім Міноборони України визнало, що БМД були захоплені у Краматорську в ході невдалої спроби звільнення цього міста.

### Самопроголошений мер
13 квітня мером міста проголосив себе В'ячеслав Пономарьов, в той час як Неля Штепа покинула місто. В'ячеслав Пономарьов був вихідцем із кримінального середовища Слов'янська, за іншими даними, В'ячеслав Пономарьов — громадянин Росії, злочинець і втікач. Правоохоронці Російської Федерації полюють на нього 5 років. Пономарьов досі перебуває у всеросійському розшуку. У місті Еліста, Калмикія, його хочуть судити за двісті тринадцятою статтею Кримінального кодексу за хуліганство, що передбачає до 7 років в'язниці. 19 квітня самопроголошений мер заявив про заборону партій «Батьківщина», «Удар» та «Свобода», а також звернувся з проханням повідомляти «народні дружини» про підозрілих осіб, «особливо тих, які розмовляють українською мовою», введення комендантської години у Слов'янську з півночі до шостої години ранку і звернувся до Росії з проханням ввести миротворчі війська до Донецької та Луганської областей, оскільки місто знаходиться в облозі «Правого сектора».

### Побутові труднощі
Після перестрілки 20 квітня, в місті була введена комендантська година з півночі до шостої години ранку. Також в Слов'янську ввели заборону на продаж алкоголю з 10 години вечора до 10 години ранку. Заборона мала діяти на час неспокою.
Після захоплення Слов'янська терористами з міста надходили свідчення про численні побутові проблеми: відсутність грошей в банкоматах, спорожнілі крамниці, випадки мародерства, призупинення роботи дитсадків, шкіл, а також призупинення залізничного сполучення з іншими містами України.
4 червня 2014 року місто залишилось без води через пошкодження водогону, відновлення якого утруднюється проведенням в цьому районі антитерористичної операції, а час проведення його ремонту невідомий. В результаті місто залишилося без електропостачання і водопостачання, мешканці міста вимушені стояти в чергах за водою

### Випадкові жертви
За свідченням прессекретаря АТО В. Селезньова, терористи практикують обстріли житлових кварталів, унаслідок чого гинуть мирні мешканці. 8 червня, зазнавши осколкового поранення, загинула восьмирічна дівчинка.

## Втрати

### Українська сторона
За даними УНІАН 2017 року, у боях за Слов'янськ загинуло 70 українських військовиків.
За даними Книги пам'яті полеглих за Україну, у боях за Слов'янськ загинуло 84 українських військовиків.

### Проросійська сторона
12 липня 2014 року радник президента Юрій Луценко зробив заяву, що з 1,5 тис. терористів, що відступали автомобільними колонами з оточеного Слов'янська, було знищено 470.

## Наслідки
За підрахунками фахівців, збитки від руйнування житлових будинків у Слов'янську становлять 1,5 млрд грн. Пошкоджено 34 будинки та споруди, в тому числі — 4 школи.

### Оцінки
До третьої річниці визволення Слов'янська Юрій Бутусов опублікував свої підсумки щодо військово-політичної ситуації станом на літо 2014 і факту виходу бойовиків зі Слов'янська до Донецька. За його словами, повністю однозначна оцінка події неможлива. З виключно позитивних наслідків, що отримала українська сторона, можна зарахувати:
- спростування російського пропагандистського міфу про «слов'янський Сталінград», згідно з яким «повстанці» й «російські добровольці» успішно стримують численні непрофесійні атаки всієї української армії.
- взяття під контроль надзвичайно важливого логістичного вузла, утримання якого дає можливість до проведення подальших українських операцій на Донбасі; у випадку ж утримання його російськими силами, мова йшла б про захист українськими військами центральної України.
- уникнення вуличних боїв, на які українським командуванням було накладено заборону; бойовики у Слов'янську мали потенціал триматися довгий час, відбиваючи спроби штурму, і вуличні бої беззаперечно призвели б до великих руйнувань міста, жертв цивільного населення і українських бійців, а також дали б російській стороні пропагандистську картинку як для внутрішнього вжитку, так і для зовнішньополітичного тиску на європейські країни, що підтримували Україну, яка під час ведення бойовий дій більше вдавалася до мирних, демонстративних акцій.

Негативними наслідками від можливості бойовиків Гіркіна вийти до Донецька Бутусов називає:
- російська армія змогла і надалі використовувати димову завісу «повстанських загонів», при цьому багатократно збільшила їм допомогу і свою власну участь у бойових діях.
- бойовики зі Слов'янська були добре треновані, і надалі використовувалися у боях у секторі «Д», під Шахтарськом, тощо.

### Відзначення
5 липня 2015 р. Президент Порошенко привітав українців з нагоди першої річниці звільнення Слов'янська, Краматорська, Дружківки та Костянтинівки від російських військ.
2 лютого 2016 року постановою Верховної Ради України прийнято, що День звільнення Слов'янська (5 липня) має бути урочисто відзначено на державному рівні у 2016 році (друга річниця).

## Реакція
- Перший віце-прем'єр України Віталій Ярема заявив 15 квітня, що у містах Слов'янськ та Краматорськ Донецької області перебувають представники 45-го полку повітряно-десантних військ РФ.[240]

## Цікаві факти
14 квітня 2014 року з'явилося відео, де цивільне населення зупиняє український танк Т-64, яке помилково трактується як подія, що відбулася під Слов'янськом. Цей інцидент насправді трапився біля міста Родинське, за 80 кілометрів від Слов'янська.
Танк ІС-3, який проросійські угруповання зняли з постаменту у селі Олександро-Калинове, згодом доправили до Києва, а потім — у Миколаїв. Активісти села клопочуться про його повернення на постамент.

## Матеріали
- «История первого боя АТО 13 апреля 2014-го под Славянском глазами подполковника „Альфы“ Андрея Дубовика»[59] // censor.net, 13 квітня 2016
- «Первый офицер ВСУ, открывший огонь по российским агрессорам»[245] // censor.net, 14 квітня 2016
- «Первый бой АТО 13 апреля 2014-го»[44] // censor.net, 17 липня 2016
- «Российские спецназовцы расстреливали нас из автоматов практически в упор»[53] // fakty.ua, 18 квітня 2014
- «5 мая 2014-го — история первого боя спецназа российско-украинской войны. Часть первая»[36] // censor.net, 7 травня 2015
- «5 мая 2014-го — история первого боя спецназа российско-украинской войны. Часть вторая»[246] // censor.net, 7 травня 2015
- Интервью с Игорем Ивановичем Стрелковым[2][247] // russlovo.today, 9 жовтня 2015
- «Кто ты, „Стрелок“?»[45] // zavtra.ru, 20 листопада 2014
- «Семнадцать километров мы шли маршем через границу»[1] // svpressa.ru, 11 листопада 2014
- Бородай: «Стрелков по факту уже воюет на стороне противника»[3][248] // expert.ru, 27 лютого 2015
- «Славянск. Побег гиркинцев»[43] // petrimazepa.com, 22 липня 2015
- Ігор Гужва, Дмитро Коротков, История донецкой бойни(рос.) (архів) // Вести. Репортер, 2015
- Катерина Дядюк, «Це був шок і усвідомлення, що почалася війна»: історія бою під Семенівкою з вуст колишніх «ягуарівців» // Vежа — Вінницький інформаційний портал, 7 травня 2019
- Леся Шовкун, Дмитро Лиховій, Людмила Кліщук, «Герой України десантник Андрій Ткачук: Велике значення мало те, що я сам з Донеччини. Уродженець Красноармійська зупинив окупантів під Слов'янськом і надалі „просто робить свою роботу“ в ООС [Архівовано 5 липня 2020 у Wayback Machine.]» // Новинарня, 29 грудня 2018

### Документальні фільми
- Коновалов Костянтин, Семенівка. 5 травня 2014 року // Прямий, 5 травня 2019

## Виноски
1. ↑  Ігор Гіркін: "Допустим, когда начиналась славянская эпопея, я планировал сделать все как в Крыму, и надежда была, что все будет по крымскому сценарию. То есть планировалось помочь местным лидерам и ополченцами установить народную власть, провести референдум, присоединиться к России, а это было нашей общей целью и их целью в первую очередь."[1]
2. ↑  Ігор Гіркін: "Более того, люди видели в нас авангард регулярных частей России, они ждали, что все пойдет по «крымскому» сценарию, и никто не предполагал, что будет такая кровопролитная и масштабная война. Люди ждали русских солдат и, увидев нас, радовались, что ожидания сбываются."[2]
3. ↑  Олександр Бородай: "К тому же, поймите, что Игорь, как и все мы, изначально рассчитывал на спринтерский забег. [..] Я, когда стал премьером ДНР, тоже думал: ну, сколько это премьерство будет продолжаться: пять дней, неделю или целых две недели?"[3]
4. ↑  «Славянск. Побег гиркинцев»:
"У нас [ЗСУ та НГУ - примітка] насчитывалось где-то 1800 человек личного состава"[43]
5. ↑  Ігор Гіркін: "Поэтому я собрал неразъехавшихся бойцов роты, набрал добровольцев. Собралось 52 человека. На Славянск вышли совершенно случайно. Нам нужен был средний город. 52 человека — это сила в более-менее небольшом населённом пункте."[45]
6. ↑  «Славянск. Побег гиркинцев»:
"В Славянске у него было более 1000 человек."[43]
7. ↑  «У лігві Стрєлкова. Сповідь розвідника»:
"расположение войск, численность и время выхода группировки из Славянска — собирал и передавал постепенно. Численность — 1824 человека — узнал случайно, из-за их некомпетентности: ведомость на довольствие выбросили в мусорник."[48]
8. ↑  Вадим Онищенко: ".. Километров через пять нас заблокировали два «жигуля» 99-й модели. Из них выскочили шестеро с автоматами, повалили нас в лужу на асфальте. Надели наручники и затолкали в нашу же машину. Меня — в багажник, Сергея — на пол под задним сиденьем, да еще и приставили к спине, как он позже рассказывал, пистолет. Привезли в штаб ополчения, который располагался в захваченном горотделе милиции Славянска. Приковали к железным опорам в оружейной комнате. Под дулом автомата стали допрашивать."[53]
9. ↑  В'ячеслав Діденко: "Зная о ситуации на Донбассе, заподозрил, что ребята попали в какую-то передрягу. Их машина, оборудованная GPS-навигатором, хаотично перемещалась по Славянску, я это видел на экране компьютера. Понял, что ее захватили."[53]
10. ↑  Віктор Ягун: "В восьми километрах от Славянска остановились пообщаться с жителями села Семеновка."[53]
11. ↑  Друзі Юри Поправки: "у группы было огнестрельное оружие, но не гранаты и пулеметы, как это подавали СМИ, а пара пистолетов."[84]
Віталій Ковальчук «Вовк»: "в целях самозащиты у нас было с собой оружие. [..] пара винтовок и несколько самодельных свето-шумовых гранат."[85]
Член групи: "На руках у нас залишилось 2 обрізи"[86]
12. ↑  Віталій Ковальчук «Вовк»: "Патриот сказал, что у него проколота щека и что ему пробили ножом ногу. Кирпичу вытащили пару зубов, у него были поломаны ребра."[85]
13. ↑  Дмитро Ярош: "Російська пропаганда робила сюжети ніби вони захопили в полон у бою киянина Віталія Ковальчука. Це відверта брехня. Ковальчука вони захопили раніше, він був разом з Поправкою та Дяковським. Катували хлопця та змусили сказати, що їм необхідно, на камери."[93]
14. ↑  "22-летний фитнес-тренер Виталий Ковальчук, который, как утверждают ополченцы, участвовал в нападении на блокпост."[84]